# 14º Congresso degli Stati Uniti d'America
Il 14º Congresso degli Stati Uniti d'America, formato dal Senato e dalla Camera dei rappresentanti, si è riunito a Washington presso l'Old Brick Capitol (mentre l'edificio del Campidoglio era in fase di ricostruzione) dal 4 marzo 1815 al 4 marzo 1817. Riunitosi durante il settimo e l'ottavo anno della presidenza di James Madison, questo Congresso ha visto confermata la maggioranza del Partito Democratico-Repubblicano sia al Senato che alla Camera.

## Contesto ed eventi importanti
Il 14º Congresso fu pesantemente impegnato nel ritorno alla normalità dopo la guerra contro l'Impero britannico. Le casse federali erano vuote. Le forze armate si erano dimostrate organizzate in modo farraginoso e lacunoso. Tuttavia gli Stati Uniti riuscirono a risorgere dalla guerra, grazie al commercio con l'Europa e ad un settore produttivo in pieno sviluppo (soprattutto nella regione del New England). Il Congresso fu quindi attivo su tutti questi fronti: nel 1816 costituì la Seconda banca degli Stati Uniti d'America (che succedette alla prima), rafforzò la struttura organizzativa delle Forze armate e istituì nuovi dazi doganali a protezione dei prodotti nazionali e per aumentare le entrate dell'erario. Il deputato della Carolina del Sud John Calhoun propose una legge che istituisse un'infrastruttura pubblica di trasporti (che però il presidente Madison bocciò opponendo il suo veto). Tuttavia i lavori del Congresso non si svolsero senza polemiche. I membri del Congresso tentarono di approvare una riforma che modificasse la loro retribuzione, ma le critiche e le polemiche consigliarono gli stessi a ritornare sui propri passi.
Durante questo Congresso nacque presso la Camera dei rappresentanti il Judiciary Committee, allo scopo di vigilare sull'attività e l'organizzazione del sistema giudiziario federale.

## Principali leggi approvate
- 10 aprile 1816 - 3 Stat. 266, ch. 94 (An Act to incorporate the subscribers to the Bank of the United States) - La legge istituite la Seconda banca degli Stati Uniti d'America, un istituto privato con fini pubblici allo scopo di gestire tutte le politiche monetarie del governo federale (una vera e propria banca centrale). Il 20% del suo capitale è posseduto dal governo federale, mentre il restante 80% è in mano a investitori privati.
- 27 aprile 1816: 3 Stat. 310, ch. 107 (Act to regulate the duties on imports and tonnage) - La legge istituisce (per la durata di tre anni) dazi esplicitamente mirati a proteggere i beni prodotti negli Stati Uniti.

## Trattati ratificati
24 agosto 1816 - A Saint Louis viene firmato un trattato fra gli Stati Uniti e i rappresentanti delle tribù di nativi Odawa, Ojibway e Potawatomi. Le tribù indiane rinunciano a qualsiasi diritto sulle terre contese in precedenza, oltre a cedere una striscia di terreno che collega Chicago e il lago Michigan al fiume Illinois (sulla quale, tra la metà e la fine dell'Ottocento, venne costruito un canale di collegamento).

## Stati ammessi e territori istituiti
- 11 dicembre 1816: 3 Stat. 399 - La legge approva l'aggregazione all'Unione dell'Indiana come 19º stato.
- 3 marzo 1817: Viene istituito il Territorio dell'Alabama dalla divisione del Territorio del Mississippi.

## Partiti

### Senato
Durante questo Congresso sono stati aggiunti due seggi in rappresentanza del nuovo stato dell'Indiana.
|                               | Partiti         | Partiti |         |   |
| ----------------------------- | --------------- | ------- | ------- | - |
|                               |                 |         |         |   |
| Democratico-Repubblicano (DR) | Federalista (F) | Totali  | Vacanti |   |
| Congresso precedente          | 25              | 10      | 35      | 1 |
|                               |                 |         |         |   |
| Inizio                        | 22              | 11      | 33      | 3 |
| Fine                          | 25              | 13      | 38      | 0 |
| % Fine                        | 65,8%           | 34,2%   |         |   |
|                               |                 |         |         |   |
| Inizio Congresso successivo   | 25              | 13      | 38      | 0 |

### Camera dei rappresentanti
Durante questo Congresso è stato aggiunto un seggio in rappresentanza del nuovo stato dell'Indiana.
|                             | Partiti                       | Partiti         |        |         |
| --------------------------- | ----------------------------- | --------------- | ------ | ------- |
|                             |                               |                 |        |         |
|                             | Democratico-Repubblicano (DR) | Federalista (F) | Totali | Vacanti |
| Congresso precedente        | 115                           | 67              | 182    | 0       |
|                             |                               |                 |        |         |
| Inizio                      | 114                           | 63              | 177    | 5       |
| Fine                        | 119                           | 63              | 182    | 1       |
| % Fine                      | 65,4%                         | 34,6%           |        |         |
|                             |                               |                 |        |         |
| Inizio Congresso successivo | 142                           | 38              | 180    | 3       |

## Leadership

### Senato
- Presidente: incarico vacante
- Presidente pro tempore: John Gaillard (DR), dal 4 dicembre 1815

### Camera dei rappresentanti
- Speaker: Henry Clay (DR)

## Membri

### Senato
I senatori sono eletti ogni due anni e ad ogni Congresso ne viene rinnovato un terzo. Prima del nome di ogni senatore viene indicata la "classe", ovvero il ciclo di elezioni in cui è stato eletto. Per il 14º Congresso furono sottoposti ad elezione i senatori di classe 2.
Carolina del Nord
- 2. James Turner (DR), fino al 21 novembre 1816
  - Montfort Stokes (DR), dal 4 dicembre 1816
- 3. Francis Locke, Jr. (DR), fino al 5 dicembre 1815
  - Nathaniel Macon (DR), dal 13 dicembre 1815

Carolina del Sud
- 2. John Taylor (DR), fino al novembre 1816
  - William Smith (DR), dal 4 dicembre 1816
- 3. John Gaillard (DR)

Connecticut
- 1. Samuel W. Dana (F)
- 3. David Daggett (F)

Delaware
- 1. Outerbridge Horsey (F)
- 2. William H. Wells (F)

Georgia
- 2. William W. Bibb (DR), fino al 9 novembre 1816
  - George M. Troup (DR), dal 13 novembre 1816
- 3. Charles Tait (DR)

Indiana
- 1. James Noble (DR), dall'11 dicembre 1816
- 3. Waller Taylor (DR), dall'11 dicembre 1816

Kentucky
- 2. William T. Barry (DR), fino al 1º maggio 1816
  - Martin D. Hardin (F), dal 13 novembre 1816
- 3. Isham Talbot (DR), dal 2 febbraio 1815

Louisiana
- 2. James Brown (DR)
- 3. Eligius Fromentin (DR)

Maryland
- 1. Robert G. Harper (F), dal gennaio 1816 al dicembre 1816
  - Alexander C. Hanson (F), dal 20 dicembre 1816
- 3. Robert H. Goldsborough (F), dal 21 maggio 1813

Massachusetts
- 1. Christopher Gore (F), fino al 30 maggio 1816
  - Eli P. Ashmun (F), dal 12 giugno 1816
- 2. Joseph B. Varnum (DR), dal 29 giugno 1811

New Hampshire
- 2. Thomas W. Thompson (F)
- 3. Jeremiah Mason (F)

New Jersey
- 1. James J. Wilson (DR)
- 2. John Condit (DR)

New York
- 1. Nathan Sanford (DR)
- 3. Rufus King (F)

Ohio
- 1. Benjamin Ruggles (DR)
- 3. Jeremiah Morrow (DR)

Pennsylvania
- 1. Jonathan Roberts (DR)
- 3. Abner Lacock (DR)

Rhode Island
- 1. William Hunter, Jr. (F)
- 2. Jeremiah B. Howell (DR)

Tennessee
- 1. George W. Campbell (DR), dal 10 ottobre 1815
- 2. Jesse Wharton (DR), fino al 10 ottobre 1815
  - John Williams (DR), dal 10 ottobre 1815

Vermont
- 1. Isaac Tichenor (F)
- 3. Dudley Chase (DR)

Virginia
- 1. James Barbour (DR)
- 2. Armistead T. Mason (DR), dal 3 gennaio 1816

### Camera dei rappresentanti

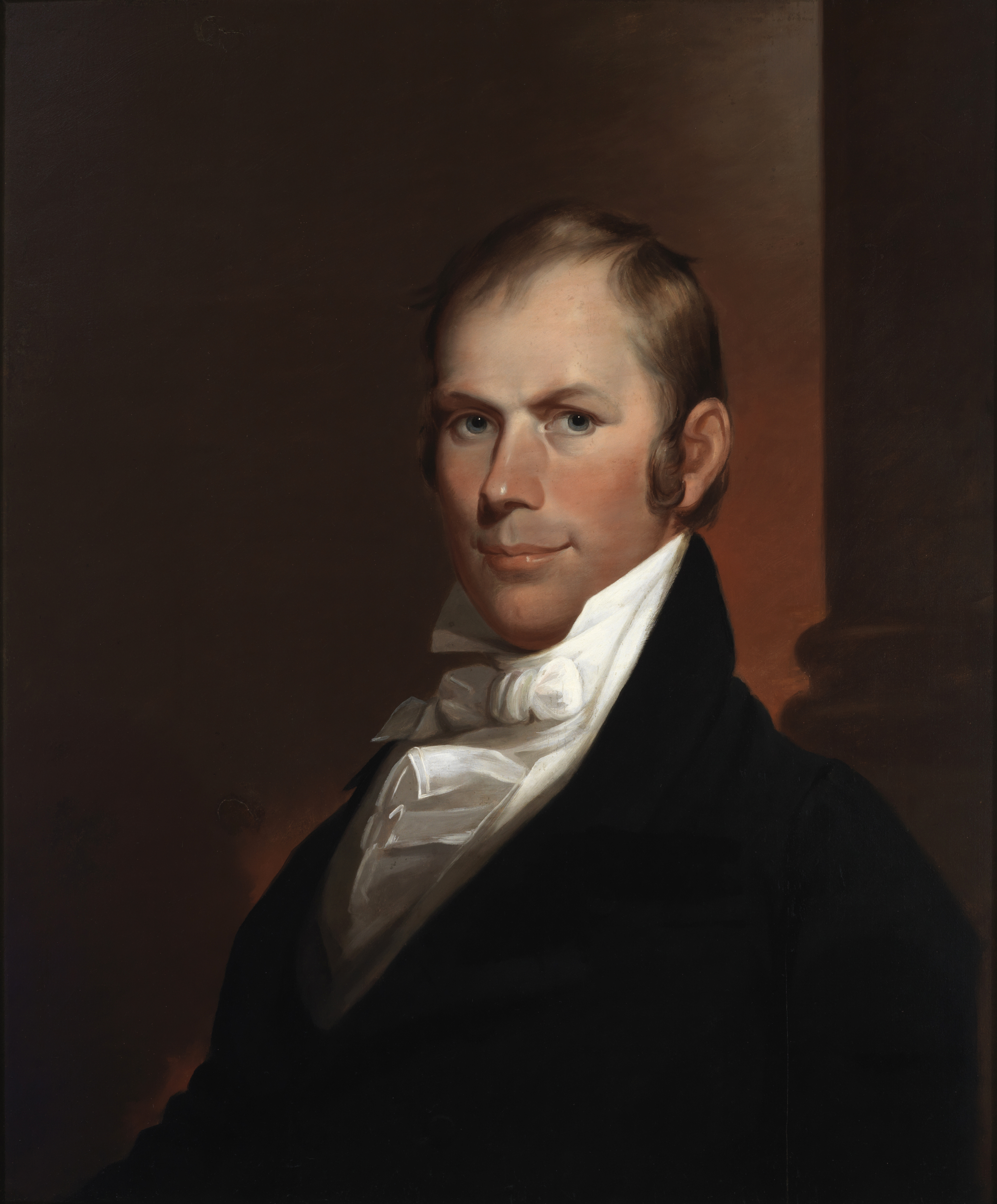
Lo speaker della Camera dei rappresentanti Henry Clay.

Nell'elenco, prima del nome del membro, viene indicato il distretto elettorale di provenienza o se quel membro è stato eletto in un collegio unico (at large).
Carolina del Nord
- 1. William H. Murfree (DR)
- 2. Joseph H. Bryan (DR)
- 3. James W. Clark (DR)
- 4. William Gaston (F)
- 5. William R. King (DR), fino al 4 novembre 1816
  - Charles Hooks (DR), dal 2 dicembre 1816
- 6. Nathaniel Macon (DR), fino al 13 dicembre 1815
  - Weldon N. Edwards (DR), dal 7 febbraio 1816
- 7. John Culpepper (F)
- 8. Richard Stanford (DR), fino al 9 aprile 1816
  - Samuel Dickens (DR), dal 2 dicembre 1816
- 9. Bartlett Yancey (DR)
- 10. William C. Love (DR)
- 11. Daniel M. Forney (DR)
- 12. Israel Pickens (DR)
- 13. Lewis Williams (DR)

Carolina del Sud
- 1. Henry Middleton (DR)
- 2. William Lowndes (DR)
- 3. Benjamin Huger (F)
- 4. John J. Chappell (DR)
- 5. William Woodward (DR)
- 6. John C. Calhoun (DR)
- 7. John Taylor (DR)
- 8. Thomas Moore (DR)
- 9. William Mayrant (DR), fino al 21 ottobre 1816
  - Stephen D. Miller (DR), dal 2 gennaio 1817

Connecticut
- At-large. Epaphroditus Champion (F)
- At-large. John Davenport (F)
- At-large. Lyman Law (F)
- At-large. Jonathan O. Moseley (F)
- At-large. Timothy Pitkin (F)
- At-large. Lewis B. Sturges (F)
- At-large. Benjamin Tallmadge (F)

Delaware
- At-large. Thomas Clayton (F)
- At-large. Thomas Cooper (F)

Georgia
- At-large. Alfred Cuthbert (DR), fino al 9 novembre 1816
  - Zadock Cook (DR), dal 2 dicembre 1816
- At-large. John Forsyth (DR)
- At-large. Bolling Hall (DR)
- At-large. Wilson Lumpkin (DR)
- At-large. Thomas Telfair (DR)
- At-large. Richard Henry Wilde (DR)

Indiana
- At-large. William Hendricks (DR), dall'11 dicembre 1816

Kentucky
- 1. James Clark (DR), fino all'agosto 1816
  - Thomas Fletcher (DR), dal 2 dicembre 1816
- 2. Henry Clay (DR), dal 30 ottobre 1815
- 3. Richard M. Johnson (DR)
- 4. Joseph Desha (DR)
- 5. Alney McLean (DR)
- 6. Solomon P. Sharp (DR)
- 7. Samuel McKee (DR)
- 8. Stephen Ormsby (DR)
- 9. Micah Taul (DR)
- 10. Benjamin Hardin (DR)

Louisiana
- At-large. Thomas B. Robertson (DR)

Maryland
- 1. Philip Stuart (F)
- 2. John C. Herbert (F)
- 3. Alexander C. Hanson (F), fino al 1816
  - George Peter (F), dal 7 ottobre 1816
- 4. George Baer, Jr. (F)
- 5. Nicholas R. Moore (DR), fino al 1815
  - Samuel Smith (DR), dal 4 febbraio 1816
- 5. William Pinkney (DR), fino al 18 aprile 1816
  - Peter Little (DR), dal 2 dicembre 1816
- 6. Stevenson Archer (DR)
- 7. Robert Wright (DR)
- 8. Charles Goldsborough (F)

Massachusetts
- 1. Artemas Ward, Jr. (F)
- 2. Timothy Pickering (F)
- 3. Jeremiah Nelson (F)
- 4. Asahel Stearns (F)
- 5. Elijah H. Mills (F)
- 6. Samuel Taggart (F)
- 7. John W. Hulbert (F)
- 8. William Baylies (F)
- 9. John Reed, Jr. (F)
- 10. Laban Wheaton (F)
- 11. Elijah Brigham (F), fino al 22 febbraio 1816
  - Benjamin Adams (F), dal 2 dicembre 1816
- 12. Solomon Strong (F)
- 13. Nathaniel Ruggles (F)
- 14. Cyrus King (F)
- 15. George Bradbury (F)
- 16. Benjamin Brown (F)
- 17. James Carr (F)
- 18. Thomas Rice (F)
- 19. Samuel S. Conner (DR)
- 20. Albion Parris (DR)

New Hampshire
- At-large. Charles H. Atherton (F)
- At-large. Bradbury Cilley (F)
- At-large. William Hale (F)
- At-large. Roger Vose (F)
- At-large. Daniel Webster (F)
- At-large. Jeduthun Wilcox (F)

New Jersey
- At-large. Ezra Baker (DR)
- At-large. Ephraim Bateman (DR)
- At-large. Benjamin Bennet (DR)
- At-large. Lewis Condict (DR)
- At-large. Henry Southard (DR)
- At-large. Thomas Ward (DR)

New York
- 1. Henry Crocheron (DR)
- 1. George Townsend (DR)
- 2. William Irving (DR)
- 2. Peter H. Wendover (DR)
- 3. Jonathan Ward (DR)
- 4. Abraham H. Schenck (DR)
- 5. Thomas P. Grosvenor (F)
- 6. Jonathan Fisk (DR), fino al marzo 1815
  - James W. Wilkin (DR), dal 4 dicembre 1815
- 7. Samuel R. Betts (DR)
- 8. Erastus Root (DR), dal 26 dicembre 1815
- 9. John Lovett (F)
- 10. Hosea Moffitt (F)
- 11. John W. Taylor (DR)
- 12. Asa Adgate (DR), dal 7 dicembre 1815
- 12. John Savage (DR)
- 13. John B. Yates (DR)
- 14. Daniel Cady (F)
- 15. James Birdsall (DR)
- 15. Jabez D. Hammond (DR)
- 16. Thomas R. Gold (F)
- 17. Westel Willoughby, Jr. (DR), dal 13 dicembre 1815
- 18. Moss Kent (F)
- 19. Victory Birdseye (DR)
- 20. Oliver C. Comstock (DR)
- 20. Enos T. Throop (DR), fino al 4 giugno 1816
  - Daniel Avery (DR), dal 3 dicembre 1816
- 21. Micah Brooks (DR)
- 21. Peter B. Porter (DR), fino al 23 gennaio 1816
  - Archibald S. Clarke (DR), dal 2 dicembre 1816

Ohio
- 1. John McLean (DR), fino al 1816
  - William Henry Harrison (DR), dal 2 dicembre 1816
- 2. John Alexander (DR)
- 3. William Creighton, Jr. (DR)
- 4. James Caldwell (DR)
- 5. James Kilbourne (DR)
- 6. David Clendenin (DR)

Pennsylvania
- 1. Joseph Hopkinson (F)
- 1. William Milnor (F)
- 1. Thomas Smith (F)
- 1. Jonathan Williams (DR), fino al 16 maggio 1815
  - John Sergeant (F), dal 6 dicembre 1815
- 2. William Darlington (DR)
- 2. John Hahn (DR)
- 3. James M. Wallace (DR), dal 10 ottobre 1815
- 3. John Whiteside (DR)
- 4. Hugh Glasgow (DR)
- 5. William Crawford (DR)
- 5. William Maclay (DR)
- 6. Samuel D. Ingham (DR)
- 6. John Ross (DR)
- 7. Joseph Hiester (DR)
- 8. William Piper (DR)
- 9. David Bard (DR), fino al 12 marzo 1815
  - Thomas Burnside (DR), dall'11 dicembre 1815 all'aprile 1816
  - William P. Maclay (DR), dal 3 dicembre 1816
- 10. Jared Irwin (DR)
- 10. William Wilson (DR)
- 11. William Findley (DR)
- 12. Aaron Lyle (DR)
- 13. Isaac Griffin (DR)
- 14. John Woods (F)
- 15. Thomas Wilson (DR), dal 14 maggio 1813

Rhode Island
- At-large. John L. Boss, Jr. (F)
- At-large. James B. Mason (F)

Tennessee
- 1. Samuel Powell (DR)
- 2. John Sevier (DR), fino al 24 settembre 1815
  - William G. Blount (DR), dall'8 gennaio 1816
- 3. Isaac Thomas (DR)
- 4. Bennett H. Henderson (DR)
- 5. Newton Cannon (DR)
- 6. James B. Reynolds (DR)

Vermont
- At-large. Daniel Chipman (F), fino al 5 maggio 1816
- At-large. Luther Jewett (F)
- At-large. Chancey Langdon (F)
- At-large. Asa Lyon (F)
- At-large. Charles Marsh (F)
- At-large. John Noyes (F)

Virginia
- 1. John G. Jackson (DR)
- 2. Magnus Tate (F)
- 3. Henry St. George Tucker (DR)
- 4. William McCoy (DR)
- 5. James Breckinridge (F)
- 6. Daniel Sheffey (F)
- 7. Ballard Smith (DR)
- 8. Joseph Lewis, Jr. (F)
- 9. John P. Hungerford (DR)
- 10. Aylett Hawes (DR)
- 11. Philip P. Barbour (DR)
- 12. William H. Roane (DR)
- 13. Burwell Bassett (DR)
- 14. William A. Burwell (DR)
- 15. Matthew Clay (DR), fino al 27 maggio 1815
  - John Kerr (DR), dal 5 dicembre 1815
- 16. John Randolph (DR)
- 17. James Pleasants (DR)
- 18. Thomas Gholson, Jr. (DR), fino al 4 luglio 1816
  - Thomas M. Nelson (DR), dal 6 dicembre 1816
- 19. Peterson Goodwyn (DR)
- 20. James Johnson (DR)
- 21. Thomas Newton, Jr. (DR)
- 22. Hugh Nelson (DR)
- 23. John Clopton (DR), fino all'11 settembre 1816
  - John Tyler (DR), dal 17 dicembre 1816

#### Membri non votanti
Territorio dell'Illinois
- Benjamin Stephenson, fino al 3 settembre 1816
  - Nathaniel Pope, dal 2 dicembre 1816

Territorio dell'Indiana
- Jonathan Jennings, fino all'11 dicembre 1816
  - Willilam Hendricks (DR), dall'11 dicembre 1816

Territorio del Mississippi
- William Lattimore

Territorio del Missouri
- Rufus Easton, fino al 5 agosto 1816
  - John Scott, dal 6 agosto 1816 al 13 gennaio 1817
  - seggio vacante, dal 13 gennaio 1817

## Cambiamenti nella rappresentanza

### Senato
| Stato (classe)        | Membro precedente       | Ragione del cambiamento | Successore                   | Data della successione        |
| --------------------- | ----------------------- | --- | ---------------------------- | ----------------------------- |
| Tennessee (1)         | Seggio vacante          | Per motivi sconosciuti il senatore non è stato eletto in tempo per gli inizi dei lavori di questo Congresso. Le elezioni si sono realizzate il 10 ottobre 1815.                                                    | George W. Campbell (DR)      | Insediato il 10 ottobre 1815  |
| Tennessee (2)         | Jesse Wharton (DR)      | Wharton è stato nominato senatore ad interim fino a nuove elezioni, realizzate il 10 ottobre 1815. | John Williams (DR)           | Insediato il 10 ottobre 1815  |
| Carolina del Nord (3) | Francis Locke, Jr. (DR) | Locke, Jr. si è dimesso per mancato rispetto dei requisiti soggettivi per assumere la carica di senatore. Nuove elezioni si sono tenute il 5 dicembre 1815.                                                        | Nathaniel Macon (DR)         | Insediato il 13 dicembre 1815 |
| Virginia (2)          | Seggio vacante          | Il precedente senatore, William B. Giles (DR), si era dimesso nello scorso Congresso. Nuove elezioni si sono tenute il 3 gennaio 1816.                                                                             | Armistead Thomson Mason (DR) | Insediato il 3 gennaio 1816   |
| Maryland (1)          | Seggio vacante          | Il Congresso del Maryland non è riuscito ad eleggere in tempo il suo senatore. Nuove elezioni si sono tenute il 29 gennaio 1816.                                                                                   | Robert G. Harper (F)         | Insediato il 29 gennaio 1816  |
| Kentucky (2)          | William T. Barry (DR)   | Barry si è dimesso il 1º maggio 1816 dopo essere diventato giudice. Il suo successore è stato nominato il 13 novembre 1816.                                                                                        | Martin D. Hardin (F)         | Insediato il 13 novembre 1816 |
| Massachusetts (1)     | Christopher Gore (F)    | Gore si è dimesso il 30 maggio 1816. Si sono tenute nuove elezioni il 12 giugno 1816. | Eli P. Ashmun (F)            | Insediato il 12 giugno 1816   |
| Carolina del Sud (2)  | John Taylor (DR)        | Taylor si è dimesso nel novembre 1816. Nuove elezioni si sono tenute il 4 dicembre 1816. | William Smith (DR)           | Insediato il 4 dicembre 1816  |
| Georgia (2)           | William W. Bibb (DR)    | Bibb si è dimesso il 9 novembre 1816 dopo essere stato nominato governatore del Territorio dell'Alabama. Nuove elezioni si sono tenute il 13 novembre 1816, con incarico valevole anche per il prossimo Congresso. | George Troup (DR)            | 13 novembre 1816              |
| Carolina del Nord (2) | James Turner (DR)       | Turner si è dimesso il 21 novembre 1816 per motivi di salute. Il successore è stato eletto il 4 dicembre 1816. | Montfort Stokes (DR)         | Insediato il 4 dicembre 1816  |
| Maryland (1)          | Robert G. Harper (F)    | Harper si è dimesso il 6 dicembre 1816. Nuove elezioni si sono tenute il 20 dicembre 1816. | Alexander C. Hanson (F)      | Insediato il 20 dicembre 1816 |
| Indiana (1)           | Nuovo seggio            | L'Indiana è stato ammesso come nuovo stato dell'Unione l'11 dicembre 1816. | James Noble (DR)             | Insediato l'11 dicembre 1816  |
| Indiana (1)           | Nuovo seggio            | L'Indiana è stato ammesso come nuovo stato dell'Unione l'11 dicembre 1816. | Waller Taylor (DR)           | Insediato l'11 dicembre 1816  |

### Camera dei rappresentanti
| Distretto                          | Membro precedente        | Ragione del cambiamento | Successore                  | Data della successione       |
| ---------------------------------- | ------------------------ | --- | --------------------------- | ---------------------------- |
| 12° New York                       | Seggio vacante           | Il rappresentante eletto Benjamin Pond è deceduto prima dell'inizio dei lavori di questo Congresso. | Asa Adgate (DR)             | 7 dicembre 1815              |
| 3° Pennsylvania                    | Seggio vacante           | Il rappresentante eletto Amos Ellmaker si è dimesso il 3 luglio 1815 dopo essere stato nominato giudice del proprio stato. | James M. Wallace (DR)       | 4 dicembre 1815              |
| 2° Kentucky                        | Seggio vacante           | Il seggio era stato dichiarato vacante dal governatore del Kentucky per far svolgere a Henry Clay il ruolo di ambasciatore in Gran Bretagna. Tuttavia Clay è stato comunque eletto e ha assunto la carica normalmente.                                    | Henry Clay (DR)             | 4 dicembre 1815              |
| 17° New York                       | Seggio vacante           | Il rappresentante eletto, William S. Smith (F), è stato dichiarato non in possesso dei requisiti soggettivi dal Segretario di Stato di New York. Tuttavia Smith non ha mai preso possesso del seggio, che era stato contestato dal suo rivale Willoughby. | Westel Willoughby, Jr. (DR) | 13 dicembre 1815             |
| 8° New York                        | Seggio vacante           | Il rappresentante eletto, John Adams (F), è stato dichiarato non in possesso dei requisiti soggettivi dal Segretario di Stato di New York. Tuttavia Adams non ha mai preso possesso del seggio, che era stato contestato dal suo rivale Root.             | Erastus Root (DR)           | 26 dicembre 1815             |
| 5° Maryland                        | Nicholas R. Moore (DR)   | Moore si è dimesso nel 1815, prima dell'inizio dei lavori di questo Congresso. | Samuel Smith (DR)           | 4 febbraio 1816              |
| 6° New York                        | Jonathan Fisk (DR)       | Fisk si è dimesso nel marzo 1815 dopo essere stato nominato Procuratore distrettuale per il Distretto sud di New York. | James W. Wilkin (DR)        | 4 dicembre 1816              |
| 9° Pennsylvania                    | David Bard (DR)          | Bard è deceduto il 12 marzo 1815. | Thomas Burnside (DR)        | 11 dicembre 1815             |
| 1° Pennsylvania                    | Jonathan Williams (DR)   | Williams è deceduto il 16 maggio 1815. | John Sergeant (F)           | 6 dicembre 1815              |
| 15° Virginia                       | Matthew Clay (DR)        | Clay è deceduto il 27 maggio 1815. | John Kerr (DR)              | 5 dicembre 1815              |
| 2° Tennessee                       | John Sevier (DR)         | Sevier è deceduto il 24 settembre 1815. | William G. Blount (DR)      | 8 gennaio 1816               |
| 6° Carolina del Nord               | Nathaniel Macon (DR)     | Macon si è dimesso il 13 dicembre 1815, dopo aver ottenuto la carica di senatore. | Weldon N. Edwards (DR)      | 7 febbraio 1816              |
| 3° Maryland                        | Alexander C. Hanson (F)  | Hanson si è dimesso nel 1816. | George Peter (F)            | 7 ottobre 1816               |
| 1° Ohio                            | John McLean (DR)         | McLean si è dimesso nel 1816. | William Henry Harrison (DR) | 2 dicembre 1816              |
| 21° New York                       | Peter B. Porter (DR)     | Porter si è dimesso il 23 gennaio 1816. | Archibald S. Clarke (DR)    | 2 dicembre 1816              |
| 11° Massachusetts                  | Elijah Brigham (F)       | Brigham è deceduto il 22 febbraio 1816. | Benjamin Adams (F)          | Insediato il 2 dicembre 1816 |
| 9° Pennsylvania                    | Thomas Burnside (DR)     | Burnside si è dimesso nell'aprile 1816. | William P. Maclay (DR)      | 3 dicembre 1816              |
| 8° Carolina del Nord               | Richard Stanford (DR)    | Stanford è deceduto il 9 aprile 1816. | Samuel Dickens (DR)         | Insediato il 2 dicembre 1816 |
| 5° Maryland                        | William Pinkney (DR)     | Pinkney si è dimesso il 18 aprile 1816, dopo essere stato nominato ambasciatore in Russia. | Peter Little (DR)           | 2 dicembre 1816              |
| At-large Vermont                   | Daniel Chipman (F)       | Chipman si è dimesso il 5 maggio 1816. | Seggio vacante              |                              |
| 20° New York                       | Enos T. Throop (DR)      | Throop si è dimesso il 4 giugno 1816. | Daniel Avery (DR)           | 3 dicembre 1816              |
| 18° Virginia                       | Thomas Gholson, Jr. (DR) | Gholson, Jr. è deceduto il 4 luglio 1816. | Thomas M. Nelson (DR)       | 4 dicembre 1816              |
| 1° Kentucky                        | James Clark (DR)         | Clark si è dimesso nell'agosto 1816. | Thomas Fletcher (DR)        | 2 dicembre 1816              |
| At-large. Territorio del Missouri  | Rufus Easton             | Easton ha svolto il suo incarico nella prima sessione di lavori. Successivamente John Scott ha presentato la sua candidatura ed è stato nominato alla carica nonostante le proteste di Easton.                                                            | John Scott                  | 2 dicembre 1816              |
| At-large. Territorio dell'Illinois | Benjamin Stephenson      | Il termine della sua carica è scaduto il 3 settembre 1816. | Nathaniel Pope              | 2 dicembre 1816              |
| 23° Virginia                       | John Clopton (DR)        | Clopton è deceduto l'11 settembre 1816. | John Tyler (DR)             | 17 dicembre 1816             |
| 9° Carolina del Sud                | William Mayrant (DR)     | Mayrant si è dimesso il 21 ottobre 1816. | Stephen D. Miller (DR)      | 2 gennaio 1817               |
| 5° Carolina del Nord               | William R. King (DR)     | King si è dimesso il 4 novembre 1816. | Charles Hooks (DR)          | 2 dicembre 1816              |
| At-large Georgia                   | Alfred Cuthbert (DR)     | Cuthbert si è dimesso il 9 novembre 1816. | Zadock Cook (DR)            | 23 gennaio 1817              |
| At-large Territorio dell'Indiana   | Jonathan Jennings        | L'Indiana è stato ammesso come nuovo stato dell'Unione l'11 dicembre 1816. | Willilam Hendricks (DR)     | 11 dicembre 1816             |
| At-large Territorio del Missouri   | John Scott               | L'elezione di Scott è stata contestata dal suo predecessore Easton. Il 13 gennaio 1817 l'elezione è stata annullata e il seggio è rimasto vacante. | Seggio vacante              |                              |

## Comitati
Qui di seguito si elencano i singoli comitati e i presidenti di ognuno (se disponibili).

### Senato
- Attorney General's Office (select committee)
- Audit and Control the Contingent Expenses of the Senate
- Claims
- Commerce and Manufactures
- Compensation of Members of Congress (select committee)
- District of Columbia
- Finance (select committee)
- Indiana Admission to the Union (select committee)
- Judiciary
- Military Affairs
- Militia
- Memorial of the Mississippi Territory
- National University
- Naval Affairs
- Pensions
- Post Office and Post Roads
- Public Lands
- Slave Trade (select committee)
- Weights and Measures (select committee)
- Whole

### Camera dei rappresentanti
- Accounts
- Assent of Congress to an Act of the Virginia Legislature (select committee)
- Attorney General's Office (select committee)
- Banks of the District of Columbia (select committee)
- Berkshire Association (select committee)
- Bible Society of Philadelphia (select committee)
- Bonus of the National Banks (select committee)
- Bounty Lands Communication (select committee)
- Claims
- Commerce and Manifactures
- District of Columbia
- Elections
- Expenditures in the Navy Department
- Expenditures in the Post Office Department
- Expenditures in the State Department
- Expenditures in the Treasury Department
- Expenditures in the War Department
- Expenditures on Public Buildings
- Pensions and Revolutionary War Claims
- Post Office and Post Roads
- Public Expenditures
- Public Lands
- Revisal and Unfinished Business
- Rules (select committee)
- Standards of Official Conduct
- Ways and Means
- Whole

### Comitati bicamerali (Joint)
- Enrolled Bills